# Křižanov, Žďár nad Sázavou
Křižanov là một chợ huyện thuộc huyện Žďár nad Sázavou, vùng Vysočina, Cộng hòa Séc.